# Elizabeth Kenny
Elizabeth Kenny (20 de septiembre de 1880-30 de noviembre de 1952), conocida también como «La hermana Kenny», fue una enfermera australiana formada por el ejército y reconocida por encontrar un novedoso tratamiento para la poliomielitis. Su historia fue contada en la película llamada Amor sublime (Sister Kenny, 1946), donde fue interpretada por Rosalind Russell, quien fue nominada por los Premios de la Academia como mejor actriz por su actuación como Kenny.

## Biografía
Nació en Warialda, Nueva Gales del Sur, en 1880, hija de Michael Kenny, granjero y de Mary Moore. Su familia la llamaba Lisa y su madre la educaba en casa antes de asistir a escuelas en Guyra, en Nueva Gales del Sur y a Nobby en Queensland.
A los diecisiete años se rompió la muñeca al caerse de un caballo. Su padre la llevó a consultar a Aeneas McDonnell, médico en Toowoomba, donde permaneció durante su convalecencia. Mientras estuvo allí, estudió los libros de anatomía y el modelo de esqueleto de McDonnell. Esto inició una asociación de por vida con McDonnell, quien se convirtió en su mentor y asesor. Más tarde, Kenny confirmó que se interesó en cómo funcionaban los músculos mientras estaba convaleciente de su accidente.
Su carrera comenzó a los dieciocho años como enfermera no acreditada en el distrito Clifton, Queensland. En 1907, volvió a Guyra, a vivir con un primo y posteriormente logró conseguir el título de enfermera calificada.
En 1919 volvió a Nobby, donde supervisó un hospital provisional durante la epidemia de gripe. Cuando esta cesó, una amiga de la infancia la llamó para ir a Guyra para que la ayudará con los cuidados de su hija con diplejía cerebral donde estuvo tres años ayudando en su rehabilitación. En 1927 volvió a su hogar a cuidar a su madre mientras trabajaba en su casa como enfermera. Cuando había que trasladar a un paciente se trasladaba en motocicleta hasta que un día la hija de un amigo de la familia, Sylvia, se lesionó al caer y cuando le pidieron ayuda, Kenny improviso una camilla con la puerta de un armario y la llevaron con el médico. Kenny mejoró la camilla confeccionada para su uso por los servicios de ambulancia locales; trabajó arduamente en las «camillas Sylvia» como las apodó. Cuando la venta de las camillas decayó en Australia, en 1929, Kenny conoció una familia que arregló una clínica en Townsville para que tratará a su hija Moude que tenía polio. Después de dieciocho meses bajo el cuidado de Kenny, Moude ya pudo caminar y estuvo lista para comenzar a hacer su vida normal.
En 1932, Queensland sufrió su mayor número de casos de polio en treinta años; al año siguiente, varias personas locales la ayudaron y pudo establecer un centro de tratamiento de la poliomielitis detrás del hotel Queens, en Townsville. 
En 1934, Kenny desarrolló su método clínico y ganó el reconocimiento en Australia. Se opuso firmemente a la inmovilización de los cuerpos de los niños con yesos o aparatos ortopédicos. Pidió entonces que le permitieran tratar a los niños durante la fase aguda de la enfermedad con compresas calientes (como ella afirmó haber hecho antes de la guerra). Sin embargo, los médicos no se lo permitieron sino hasta después de la fase aguda de la enfermedad. No obstante, ella comenzó por su cuenta el tratamiento de un paciente en la fase aguda, en su clínica de George Street en Brisbane, y luego lo transfirió a la Ward 7 Polio Clinic en el Hospital General de Brisbane. Ese niño, y otros, se recuperaron con menos efectos secundarios que los tratados con el método anterior.

## Tratamiento
Su famoso tratamiento consistía en aplicar compresas calientes y húmedas para ayudar a relajar los músculos, aliviar el dolor y permitiendo la movilidad de los miembros, estirándolos y fortaleciéndolos. La teoría de su tratamiento fue la reeducación de los músculos para que pudieran funcionar de nuevo.
En 1940 en un primer momento la mayoría de los médicos rechazaron sus teorías de «espasmo», «alineación mental» y «falta de coordinación», por la que explicó la discapacidad causada por la poliomielitis. El Instituto Sister Kenny fue construido en Mineápolis en 1942 y se establecieron otras clínicas Kenny.
Kenny se convirtió en una heroína en los Estados Unidos y fue galardonada con muchos premios. Aceptó numerosas invitaciones para dar conferencias en otros países y recibió títulos honorarios. Su autobiografía, escrita en colaboración con Martha Ostenso, fue publicada en Nueva York en 1943. En 1946 fue elogiada en la película, Amor sublime (La hermana Kenny) 
Abraham Fryberg, de Queensland, director general de los servicios médicos y de salud, y Thomas Stubbs Brown, especialista en ortopedia, después de una visita al extranjero en 1947 argumentaron que el tratamiento basado en el método de Kenny podía ser utilizado en las primeras etapas. Argumentaron, sin embargo, que su concepto de que las discapacidades en la poliomielitis fueron causadas por el virus de la invasión de los tejidos periféricos, y no en el sistema nervioso central como tradicionalmente se enseña, no se ha demostrado. En 1950, el Congreso le dio el raro honor de libre acceso a los Estados Unidos sin los requerimientos de entrada. A pesar de este éxito, ella seguía siendo el centro de la amarga controversia, en parte debido a su intolerancia a la oposición, y volvió a Australia varias veces con poco éxito.

## Últimos años
A pesar de que sus puntos de vista sobre la patología de la enfermedad por lo general no han sido aceptados, hizo una contribución importante hacia el tratamiento de la poliomielitis y estimuló nuevas ideas. Desarrolló la enfermedad de Parkinson, se retiró a Toowoomba en 1951 y allí murió de enfermedad cerebrovascular, el 30 de noviembre de 1952. Fue enterrada en el cementerio Nobby al lado de su madre.